# 井上碧
井上 碧（いのうえ あおい、1981年9月29日 - ）は、東京都出身の日本の女優。日出中学校・高等学校、サンタモニカ・カレッジ卒。10代はさち子プロに、米国留学帰国後は東宝芸能に所属し、現在はフリー。身長162cm、血液型O型。2007年に結婚、翌年に男児を出産。

## 出演

### テレビドラマ
- ビーロボカブタック（1997年、テレビ朝日）大久保麗香役
- 木曜ドラマTRICK（2003年、テレビ朝日）亀山千春役
- ウーマンズ・ビート　カネボウスペシャル　冬のひまわり（2004年、テレビ朝日）看護師役
- ヴァンパイアホスト（2004年、テレビ東京）佐藤エリカ役
- お台場明石城 NOMAD「ガバイきゃーなえた」（2005年）
- 上を向いて歩こう〜坂本九物語〜（2005年、テレビ東京、TXN系列） 森山加代子役
- 富豪刑事デラックス（2005年、テレビ朝日）太田雅美役
- NHK夜の連続ドラマ 理想の生活（2005年、NHK）不動産屋　女性社員役
- 金曜エンターテイメント 新・細うで繁盛記（2006年、フジテレビ）見恵役

### 舞台
- ミュージカル カルメン（1990年）
- ミュージカル アルゴミュージカル アイスクリーム応援団（1999年）
- ミュージカル アルゴミュージカル 真夏のシンデレラ館で（1999年）

### CM
- ロッテ アーモンド＆フレークチョコレート（1993年）
- ロッテ レディーボーデン（1994年）
- 東洋水産 マルちゃんカップラーメン（1996年）
- セガ エネミー・ゼロ（1997年）
- 日本マクドナルド 月見バーガー（1997年）
- 全労済（1997年）
- レモンガス（1999年）
- 大原学園 本気になったら大原!（2000年）
- ナビスコ リッツ（2005年）

### 広告
- カルピス カルピスオリゴ糖（1996年）
- JTB 受験生の宿（1999年）

### CD-ROM
- 井上碧First Album（1996年、リンク工房）

### ビデオ
- 井上碧ファンタジービデオRuby（1996年、リンク工房）

### 写真集
- 井上碧写真集　SONATINE（1996年、桜桃書房）